# Åssmalbi
Åssmalbi (Lasioglossum sexnotatulum) är en biart som först beskrevs av Nylander 1852. På finlandssvenska kallas arten kantsmalbi, medan den till förväxling lika arten som på rikssvenska kallas kantsmalbi (Lasioglossum sexmaculatum) saknas i Finland. Arten ingår i släktet smalbin och familjen vägbin. Inga underarter finns listade.

## Beskrivning
Arten har en svart kropp, hos honan med blekbrun behåring på mellankroppen. Antennerna är mörka hos honan, bruna hos hanen. Hos hanen är dessutom käkarna också bruna, och clypeus (munskölden) har en blekgul spets. Båda könen har gula vingbaser, och vita hårband på sidorna av tergit 2 och 3 (hos hanen kan banden fortsätta upptill). Honan är omkring 8 mm lång, hanen 7 till 8 mm. En förväxlingsart är kantsmalbi. Skillnaden mellan arterna är dock nästan obefintlig. Färgen på vingmärket skiljer i och för sig mellan arterna, men skillnaden är mycket liten: Hos åssmalbiet är vingmärket gult med som mest något mörkare kanter, medan kanterna är tydligt mörkare hos kantsmalbiet. Svaga skillnader i huvudform finns också.

## Ekologi
Åssmalbiets ekologi är till stor del okänd: Arten förekommer på sandängar med rikligt med blommor.

## Utbredning
Arten förekommer från norra Europa (Danmark, Finland och Polen) österut till Sibirien (Omsk).

## Status, utbredning i Finland och Sverige
Globalt är arten rödlistad av IUCN som starkt hotad. Som hot listar IUCN främst förhållandena i Finland: Igenväxning av ängar och andra öppna habitat, byggnation och vägbyggnad.
I Finland, där den har observerats i de södra delarna av landet (inklusive Åland), är den rödlistad som akut hotad ("CR").
I Sverige har arten tidigare förekommit i Skåne, Halland, Småland och Uppland. Senare rapporterade fynd har alla visat sig vara förväxlingar (arten är mycket lik kantsmalbi). Arten har därför rödlistats som nationellt utdöd ("RE") i Sverige.